# Grit Šadeiko
Grit Šadeiko, née le 29 juillet 1989 à Saku, est une athlète estonienne spécialiste de l'heptathlon.

## Biographie

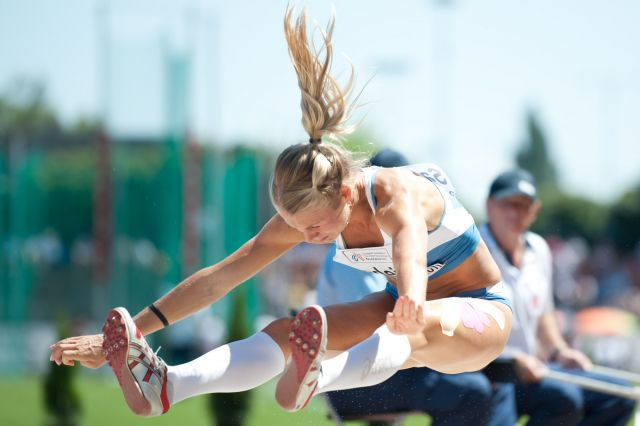
Grit Šadeiko lors de l'épreuve du saut en longueur de l'heptathlon des Championnats d'Europe espoirs 2011 où elle remportera ensuite le titre.

Présente dès 2005 au niveau international dans les épreuves combinées, aux championnats du monde d'athlétisme jeunesse où elle finit septième, elle monte en 2008 sur la troisième marche du podium lors des championnats du monde juniors, derrière Carolin Schäfer et Yana Maksimava.
Elle est médaillée d'or lors des championnats d'Europe espoirs d'athlétisme 2011 avec 6 134 points, record personnel, 11 points devant la Tchèque Kateřina Cachová. 
En 2013, elle termine 3e de la coupe d'Europe d'épreuves combinées, compétition remportée par la Polonaise Karolina Tymińska. Elle établit à cette occasion un nouveau record d'Estonie du heptathlon en 6 221 points. En 2014, elle est 15e des championnats d'Europe de Zurich, son meilleur classement en grandes compétitions séniores.
Le 6 juillet 2015 à Aubagne, elle finit 2e de l'épreuve individuelle de l'heptathlon de la Coupe d'Europe des épreuves combinées 2015 avec 6 196 points. Le 22 août 2015, elle bat le record national du 100 mètres haies lors des mondiaux de Pékin en 13 s 33.
Le 9 juillet 2016, Sadeiko ne termine pas son heptathlon des Championnats d'Europe d'Amsterdam par suite de trois essais ratés en longueur. Le 28 mai 2017, elle porte le record d'Estonie à 6 280 points lors de l'Hypo-Meeting de Götzis où elle se classe 13e, dans l'heptathlon le plus relevé de l'histoire.
Sa petite sœur, Grete Šadeiko, est aussi une athlète spécialiste de l'heptathlon.

## Palmarès
| Date | Compétition                         | Lieu           | Épreuve | Résultat    | Points  |
| ---- | ----------------------------------- | -------------- | ------- | ----------- | ------- |
| 2005 | Championnats du monde cadets        | Marrakech      | 7e      | Heptathlon  | 5 271   |
| 2008 | Championnats du monde juniors       | Bydgoszcz      | 3e      | Heptathlon  | 5 765   |
| 2010 | Championnats d'Europe               | Barcelone      | 19e     | Heptathlon  | 5 761   |
| 2010 | Coupe d'Europe d'épreuves combinées | Tallinn        | 8e      | Heptathlon  | 5 810   |
| 2011 | Championnats d'Europe en salle      | Paris          | 9e      | Pentathlon  | 4 358   |
| 2011 | Championnats d'Europe espoirs       | Ostrava        | 1re     | Heptathlon  | 6 134   |
| 2012 | Championnats d'Europe               | Helsinki       | —       | Heptathlon  | DNF     |
| 2012 | Jeux olympiques                     | Londres        | 23e     | Heptathlon  | 6 013   |
| 2013 | Championnats d'Europe par équipes   | Dublin         | 1re     | Longueur    | 6,26 m  |
| 2013 | Championnats du monde               | Moscou         | —       | Heptathlon  | DNF     |
| 2013 | Coupe d'Europe d'épreuves combinées | Tallinn        | 3e      | Heptathlon  | 6 221   |
| 2014 | Coupe d'Europe d'épreuves combinées | Toruń          | 4e      | Heptathlon  | 6 128   |
| 2014 | Championnats d'Europe               | Zurich         | 15e     | Heptathlon  | 6 014   |
| 2015 | Coupe d'Europe d'épreuves combinées | Toruń          | 2e      | Heptathlon  | 6 196   |
| 2015 | Championnats du monde               | Pékin          | 15e     | Heptathlon  | 6 213   |
| 2016 | Championnats d'Europe               | Amsterdam      | —       | Heptathlon  | DNF     |
| 2016 | Jeux olympiques                     | Rio de Janeiro | —       | Heptathlon  | DNF     |
| 2017 | Hypo-Meeting                        | Götzis         | 13e     | Heptathlon  | 6 280   |
| 2017 | Championnats d'Europe par équipes   | Vaasa          | 2e      | 100 m haies | 13 s 32 |
| 2017 | Coupe d'Europe d'épreuves combinées | Tallinn        | 3e      | Heptathlon  | 5 958   |
| 2017 | Championnats du monde               | Londres        | 13e     | Heptathlon  | 6 094   |
| 2018 | Championnats d'Europe               | Berlin         | 12e     | Heptathlon  | 6 060   |

## Records
| Épreuve           | Performance    | Lieu     | Date              |
| ----------------- | -------------- | -------- | ----------------- |
| 100 mètres haies  | 13 s 28        | Zürich   | 14 août 2014      |
| Saut en hauteur   | 1,80 m         | Talence  | 15 septembre 2018 |
| Lancer du poids   | 13,89 m        | Götzis   | 27 mai 2017       |
| 200 mètres        | 24 s 10        | Helsinki | 29 juin 2012      |
| Saut en longueur  | 6,35 m         | Tallinn  | 30 juin 2013      |
| Lancer du javelot | 50,68 m        | Aubagne  | 5 juillet 2015    |
| 800 mètres        | 2 min 16 s 60  | Toruń    | 4 juillet 2014    |
| Heptathlon        | 6 280 pts (NR) | Götzis   | 28 mai 2017       |

| Épreuve          | Performance   | Lieu    | Date            |
| ---------------- | ------------- | ------- | --------------- |
| 60 mètres haies  | 8 s 25        | Tallinn | 16 février 2013 |
| Saut en hauteur  | 1,77 m        | Tallinn | 6 février 2011  |
| Lancer du poids  | 12,37 m       | Tallinn | 6 février 2011  |
| Saut en longueur | 6,19 m        | Paris   | 4 mars 2011     |
| 800 mètres       | 2 min 18 s 70 | Tallinn | 6 février 2011  |
| Pentathlon       | 4 422 pts     | Tallinn | 6 février 2011  |